# Religión en Filipinas
La religión mayoritaria es la católica, introducida por los misioneros españoles, aún conservando la Iglesia Filipina Independiente, propio de los primeros habitantes del archipiélago. Existe también el islam, el budismo, confucianismo, taoísmo, sintoísmo, protestantismo, animismo y entre otros.
Actualmente bajo la Constitución filipina de 1987, Filipinas es un estado aconfesional, es decir que garantiza con privilegio a todas las creencias religiosas.

ARTÍCULO 5.º
El Estado reconoce la libertad e igualdad de todos los cultos así como la separación de la Iglesia y del Estado.

## Cristianismo

### Iglesia católica
El cristianismo, es una de las religiones más profesadas en el país. En concreto, el catolicismo es profesado por aproximadamente el 80.6% de la población filipina. En la época colonial fue introducida por los misioneros españoles, al igual como ocurrió en las antiguas colonias que formaron parte del Imperio español como en varios países de Hispanoamérica, Guinea Ecuatorial y parte de Sáhara Occidental y Marruecos. En 1981 el Papa Juan Pablo II visitó el país y además en Filipinas como los demás países mayormente católicos, se celebran otras fiestas como la Semana Santa, en esta fiesta es donde se promueve la crucifixión de Jesucristo como una representación que se ha convertido una atracción para turistas, Corpus Christi, la Navidad y Año nuevo. Además también se celebra la fiesta de la Virgen de la Soledad.

### Iglesia ortodoxa
Una pequeña minoría de cristianos en el país adhiere al cristianismo ortodoxo, por la gran parte bajo la jurisdicción de la iglesia de Constantinopla.

### Iglesia Filipina Independiente
La Iglesia Filipina Independiente, es la segunda religión después del catolicismo una de las más profesadas, aproximadamente con unos 2.000.000 de fieles. Fue fundada en 1902 bajo la guía del sacerdote, abogado y guerrillero filipino Gregorio Aglipay y Labayán como una iglesia católica nacional para las Filipinas. La iglesia nació junto con la independencia de la nación del Imperio español y se gestó precisamente debido a los inconvenientes eclesiásticos que causó el que la Iglesia católica (en comunión con el papa) estuviese enteramente dominada por elementos españoles. Gregorio Aglipay había sido excomulgado por la Santa Sede en 1899, debido a su compromiso militante con la independencia de su país.

### Protestantes
El 8,2% de la población filipina se declara cristiano protestante o evangélico, durante la guerra hispano-estadounidense en 1898 después que España cede a los Estados Unidos hasta la independencia del país en 1946, bajo ese dominio hubo introducción de parte de los estadounidenses en que se promueva las diferentes iglesias, aunque este flujo ha sido menor. La religión protestante más extendida es la Iglesia Adventista del Séptimo Día con más de 1 084 390 creyentes.

## Islam
El Islam es profesada por el 5,6% de la población principalmente por los moros y los samales, quienes entre los siglos XV y XVI se convirtieron al islam tras la introducción de la inmigración árabe. Esta religión se profesa principalmente en las islas del suroeste de Mindanao, Joló y Sulu, cuyo representante o jefe es un sultán, que lo conservan desde hace dichos siglos de carácter ancestral, cultural y hereditario bajo un título de modo honorífico y nobiliario.

## Budismo
Muchas costumbres filipinas tienen fuertes influencias budistas. El budismo en Filipinas está creciendo rápidamente, principalmente debido al aumento de la inmigración en el país. El budismo se limita en gran parte a los chinos filipinos, las comunidades china, japonesa, indostánica, coreana, tailandesa y vietnamita, aunque los seguidores locales siguen en aumento. Hay templos en Manila, Dávao, Cebú y otros lugares. Varias escuelas de budismo están presentes en Filipinas - Mahayana, Vajrayana, Theravada, así como de grupos como Soka Gakkai Internacional.

## Otras
Además de las creencias religiosas ya mencionadas, cabe mencionar otras en el país que llegaron también por medio de la inmigración: El confucionismo, el taoísmo, introducida también por los misioneros chinos y que también hay templos de estas religiones construidas en algunas regiones de Filipinas. El hinduismo, por medio de la inmigración hindú, el sintoísmo, por medio de la inmigración japonesa, el animismo, y otras creencias practicadas por los pueblos indígenas. Todas estas creencias son minoritarias. Existen también minorías de ateos y agnósticos en el país.